# شهرستان فیرفیلد (کارولینای جنوبی)
شهرستان فیرفیلد، کارولینای جنوبی (به انگلیسی: Fairfield County, South Carolina) یک شهرک در ایالات متحده آمریکا است که در کارولینای جنوبی واقع شده‌است.

## خصوصیات
شهرستان فیرفیلد ۱٬۸۳۸٫۹ کیلومترمربع مساحت دارد.